# Briefmarken-Jahrgang 2013 der Bundesrepublik Deutschland
Der Briefmarken-Jahrgang 2013 der Bundesrepublik Deutschland wurde am 22. Dezember 2011 vom zuständigen Bundesministerium der Finanzen (BMF) vorgestellt. Der Jahrgang sollte 52 Briefmarken aus den Bereichen „Staat und Gesellschaft“, „Kunst und Kultur“, „Wissenschaft und Technik“, „Natur und Umwelt“, „Sport“ und „Ehrenamt“ umfassen und Auskunft über Personen und Ereignisse geben, die Menschen bis heute bewegen.
Zwischen 1995 und 2010 war die Deutsche Post AG (DPAG) exklusiver Lizenznehmer für die amtlichen Briefmarken mit der Landesbezeichnung „Deutschland“. Dieser Lizenzvertrag zwischen BMF und der DPAG wurde bis 2012 verlängert. Im Oktober 2012 genehmigte die Bundesnetzagentur die Portoerhöhung für Standardbriefe von 0,55 Euro auf 0,58 Euro, damit stieg nach 15 Jahren erstmals wieder das Briefporto. Der Maxibrief mit einem Gewicht bis 1000 Gramm kostete ab 1. Januar statt bisher 2,20 Euro dann 2,40 Euro. Die Preise für Sendungen ins Ausland stiegen ebenfalls an. Keine Erhöhung gab es bei Inlandssendungen von Postkarte (0,45 Euro), Kompaktbrief (0,90 Euro) und Großbrief (1,45 Euro). Die Kategorie Warensendung bis 20 Gramm wurde vollständig abgeschafft.
Im Oktober 2013 beantragte die Post bei der Bundesnetzagentur die Anhebung des Portos für Standardbriefe von 0,58 Euro auf 0,60 Euro ab 2014. Diesem Antrag wurde Anfang Dezember zugestimmt. Darum erschien bereits am 5. Dezember aus der Dauermarkenserie Blumen ein neues Wertzeichen zu 60 Eurocent. Des Weiteren erschien noch eine Ergänzungsmarke zu 2 Cent für die bisherigen 58er-Marken.

## Liste der Ausgaben und Motive
Legende
- Bild: Eine bearbeitete Abbildung der genannten Marke. Das Verhältnis der Größe der Briefmarken zueinander ist in diesem Artikel annähernd maßstabsgerecht dargestellt. Sollten keine Marken abgebildet sein, liegt es daran, dass das Urheberrecht des Künstlers noch nicht erloschen ist.
- Beschreibung: Eine Kurzbeschreibung des Motivs und/oder des Ausgabegrundes. Bei ausgegebenen Serien oder Blocks werden die zusammengehörigen Beschreibungen mit einer Markierung versehen eingerückt.
- Wert: Der Frankaturwert der einzelnen Marke in Eurocent. Ein „+“ bedeutet, dass es sich um eine Zuschlagsmarke handelt (= Frankaturwert + Spende).
- Ausgabedatum: Das Datum des erstmaligen Verkaufs dieser Briefmarke.
- Auflage: Soweit bekannt, wird hier die zum Verkauf angebotene Anzahl dieser Ausgabe angegeben.
- Entwurf: Soweit bekannt, wird hier angegeben, von wem der Entwurf dieser Marke stammt.
- Mi.-Nr.: Diese Briefmarke wird im Michel-Katalog unter der entsprechenden Nummer gelistet.

| Sondermarken | |                   |                       |                                  |                                       |                  |
| Bild         | Beschreibung | Werte in Eurocent | Ausgabe- datum (2013) | Auflage                          | Entwurf                               | Mi.-Nr.          |
|              | Serie: Burgen und Schlösser - Schloss Glücksburg                                                                                                   | 45                | 2. Januar             | 7.900.000 davon 54.500 auf ETB   | Fienbork Elsenbach Design             | 2972             |
|              | - Kaiserburg Nürnberg | 58                | 2. Januar             | 11.350.000 davon 54.500 auf ETB  | Fienbork Elsenbach Design             | 2973             |
|              | Serie: Deutsche Malerei - Max Liebermann – Die Rasenbleiche                                                                                        | 240               | 2. Januar             | 8.450.000 davon 54.500 auf ETB   | Werner Hans Schmidt                   | 2974             |
|              | Serie: Schätze aus deutschen Museen - Königin Nofretete                                                                                            | 58                | 2. Januar             | 10.700.000 davon 54.500 auf ETB  | Stefan Klein und Olaf Neumann         | 2975             |
|              | - Ischtar-Tor | 145               | 2. Januar             | 5.860.000 davon 54.500 auf ETB   | Stefan Klein und Olaf Neumann         | 2976             |
|              | 50 Jahre Elysée-Vertrag Gemeinschaftsausgabe mit Frankreich                                                                                        | 75                | 2. Januar             | 4.650.000 davon 54.500 auf ETB   | Thomas Serres                         | 2977             |
|              | Serie: Burgen und Schlösser - Kaiserburg Nürnberg selbstklebend aus Folienblatt                                                                    | 58                | 2. Januar             | 459.190.000 davon 54.500 auf ETB | Fienbork Elsenbach Design             | 2978 FB 25       |
|              | Serie: Deutsche Malerei - Max Liebermann – Die Rasenbleiche selbstklebend aus Markenheftchen                                                       | 240               | 2. Januar             | 70.000.000 davon 54.500 auf ETB  | Werner Hans Schmidt                   | 2979 MH 92       |
|              | Serie: Für die Wohlfahrtspflege – Blühende Bäume mit Zuschlägen zugunsten der Bundesarbeitsgemeinschaft der Freien Wohlfahrtspflege e. V.: - Linde | 58+27             | 7. Februar            | 4.580.000 davon 54.500 auf ETB   | Andrea Voß-Acker                      | 2980             |
|              | - Vogelkirsche | 90+40             | 7. Februar            | 4.980.000 davon 54.500 auf ETB   | Andrea Voß-Acker                      | 2981             |
|              | - Weiße Rosskastanie | 145+55            | 7. Februar            | 7.080.000 davon 54.500 auf ETB   | Andrea Voß-Acker                      | 2982             |
|              | Serie: Deutschlands schönste Panoramen - Berlin Gendarmenmarkt Motiv 1                                                                             | 58                | 7. Februar            | 6.000.000 davon 54.500 auf ETB   | Stefan Klein und Olaf Neumann         | 2983             |
|              | - Berlin Gendarmenmarkt Motiv 2 | 58                | 7. Februar            | 6.000.000 davon 54.500 auf ETB   | Stefan Klein und Olaf Neumann         | 2984             |
|              | 250 Jahre Frieden von Hubertusburg | 90                | 7. Februar            | 10.700.000 davon 54.500 auf ETB  | Matthias Wittig                       | 2985             |
|              | Serie: Für die Wohlfahrtspflege – Blühende Bäume - Linde selbstklebend aus Markenheftchen und Rolle                                                | 58+27             | 7. Februar            | 18.540.000 davon 54.500 auf ETB  | Andrea Voß-Acker                      | 2986 MH 93       |
|              | Serie: Deutschlands schönste Panoramen - Berlin Gendarmenmarkt Motiv 1 und 2 selbstklebend aus Folienblatt                                         | je 58             | 7. Februar            | 50.070.000 davon 54.500 auf ETB  | Stefan Klein und Olaf Neumann         | 2987/ 2988 FB 26 |
|              | 350. Geburtstag August Hermann Francke | 205               | 1. März               | 7.500.000 davon 54.500 auf ETB   | Imme Leonardi und Alessio Leonardi    | 2989             |
|              | 200. Geburtstag Friedrich Hebbel | 100               | 1. März               | 6.640.000 davon 54.500 auf ETB   | Birgit Hogrefe                        | 2990             |
|              | 50 Jahre Jugend musiziert | 58                | 1. März               | 6.350.000 davon 54.500 auf ETB   | Kitty Kahane                          | 2991             |
|              | Serie: Für uns Kinder - Segelboot von Janosch | 45                | 1. März               | 6.200.000 davon 54.500 auf ETB   | Grit Fiedler                          | 2992             |
|              | - Ostern von Janosch | 58                | 1. März               | 6.500.000 davon 54.500 auf ETB   | Grit Fiedler                          | 2993             |
|              | Serie: Schätze aus deutschen Museen - Königin Nofretete selbstklebend aus Rolle                                                                    | 58                | 1. März               | 307.800.000 davon 54.500 auf ETB | Stefan Klein und Olaf Neumann         | 2994             |
|              | Serie: Für uns Kinder - Segelboot von Janosch | 45                | 1. März               | 61.750.000 davon 54.500 auf ETB  | Grit Fiedler                          | 2995 FB 27       |
|              | - Ostern von Janosch selbstklebend aus Folienblatt                                                                                                 | 58                | 1. März               | 73.200.000 davon 54.500 auf ETB  | Grit Fiedler                          | 2996 FB 28       |
|              | 150 Jahre Gründung Allgemeiner Deutscher Arbeiterverein                                                                                            | 145               | 4. April              | 5.680.000 davon 54.500 auf ETB   | Thomas Serres                         | 2997             |
|              | 150 Jahre Rotes Kreuz | 58                | 4. April              | 7.400.000 davon 54.500 auf ETB   | Greta Gröttrup                        | 2998             |
|              | 100 Jahre Deutsches Sportabzeichen | 58                | 4. April              | 5.900.000 davon 54.500 auf ETB   | Ernst Jünger und Lorli Jünger         | 2999             |
|              | 100 Jahre Möhnetalsperre | 90                | 4. April              | 5.170.000 davon 54.500 auf ETB   | Gerda M. Neumann und Horst F. Neumann | 3000             |
|              | 50 Jahre Fehmarnsundbrücke | 75                | 4. April              | 4.150.000 davon 54.500 auf ETB   | Heribert Birnbach                     | 3001             |
|              | Serie: Schätze aus deutschen Museen - Ischtar-Tor selbstklebend aus Rolle                                                                          | 145               | 4. April              | 120.060.000 davon 54.500 auf ETB | Stefan Klein und Olaf Neumann         | 3002             |
|              | 50 Jahre Fehmarnsundbrücke selbstklebend aus Folienblatt                                                                                           | 75                | 4. April              | 54.200.000 davon 54.500 auf ETB  | Heribert Birnbach                     | 3003 FB 29       |
|              | Serie: Für den Sport zur Unterstützung der Stiftung Deutsche Sporthilfe - Sprintmaus von Uli Stein                                                 | 58+27             | 2. Mai                | 2.531.000 davon 54.500 auf ETB   | Werner Hans Schmidt                   | 3004             |
|              | - Surfmaus von Uli Stein | 90+40             | 2. Mai                | 2.491.000 davon 54.500 auf ETB   | Werner Hans Schmidt                   | 3005             |
|              | - Barrenmaus von Uli Stein | 145+55            | 2. Mai                | 2.495.000 davon 54.500 auf ETB   | Werner Hans Schmidt                   | 3006             |
|              | Serie: Europa - Postfahrzeuge | 58                | 2. Mai                | 5.880.000 davon 54.500 auf ETB   | Günter Gamroth                        | 3007             |
|              | 200. Geburtstag Richard Wagner | 58                | 2. Mai                | 6.500.000 davon 54.500 auf ETB   | Julia Warbanow                        | 3008             |
|              | 100 Jahre Möhnetalsperre selbstklebend aus Folienblatt                                                                                             | 90                | 2. Mai                | 213.160.000 davon 54.500 auf ETB | Gerda M. Neumann und Horst F. Neumann | 3009 FB 30       |
|              | Serie: Leuchttürme - Leuchtturm Flügge | 45                | 6. Juni               | 6.600.000 davon 54.500 auf ETB   | Johannes Graf                         | 3010             |
|              | - Leuchtturm Büsum | 58                | 6. Juni               | 6.400.000 davon 54.500 auf ETB   | Johannes Graf                         | 3011             |
|              | Deutsche Rosenschau Forst (Lausitz) | 45                | 6. Juni               | 11.000.000 davon 54.500 auf ETB  | Thomas Serres                         | 3012             |
|              | Gemeinschaftsausgabe mit Südkorea - Sonnentempel Bayreuth                                                                                          | 75                | 6. Juni               | 4.640.000 davon 54.500 auf ETB   | Jae-Yong Shin                         | 3013             |
|              | - Gyeongbokgung Palast Hyangwonjeong Pavillon | 150               | 6. Juni               | 7.640.000 davon 54.500 auf ETB   | Jae-Yong Shin                         | 3014             |
|              | Im Einsatz für Deutschland | 58                | 6. Juni               | 6.300.000 davon 54.500 auf ETB   | Stefan Klein und Olaf Neumann         | 3015             |
|              | Serie: Burgen und Schlösser - Schloss Glücksburg selbstklebend aus Folienblatt                                                                     | 45                | 6. Juni               | 80.340.000 davon 54.500 auf ETB  | Fienbork Elsenbach Design             | 3016 FB 31       |
|              | Serie: Wildes Deutschland - Nationalpark Berchtesgaden                                                                                             | 58                | 1. Juli               | 5.150.000 davon 54.500 auf ETB   | Dieter Ziegenfeuter                   | 3017             |
|              | - Niedersächsisches Wattenmeer | 58                | 1. Juli               | 5.100.000 davon 54.500 auf ETB   | Dieter Ziegenfeuter                   | 3018             |
|              | 800 Jahre Dessau | 45                | 1. Juli               | 5.720.000 davon 54.500 auf ETB   | Matthias Wittig, Jutta Ziemba         | 3019             |
|              | SEESTÜCK von Gerhard Richter | 145               | 1. Juli               | 7.070.000 davon 54.500 auf ETB   | Sibylle und Fritz Haase               | 3020             |
|              | SEESTÜCK von Gerhard Richter selbstklebend aus Folienblatt                                                                                         | 145               | 1. Juli               | 272.390.000 davon 54.500 auf ETB | Sibylle und Fritz Haase               | 3021 FB 32       |
|              | Hochwasserhilfe 2013 | 58+42             | 18. Juli              | 8.000.000 davon 54.500 auf ETB   | Manfred Gottschall                    | 3022             |
|              | Serie: Für die Jugend zur Unterstützung der Stiftung Deutsche Jugendmarke e. V. - Stieglitz                                                        | 58+27             | 8. August             | 2.430.000 davon 54.500 auf ETB   | Julia Warbanow                        | 3023             |
|              | - Gimpel | 90+40             | 8. August             | 2.420.000 davon 54.500 auf ETB   | Julia Warbanow                        | 3024             |
|              | - Blaumeise | 145+55            | 8. August             | 2.470.000 davon 54.500 auf ETB   | Julia Warbanow                        | 3025             |
|              | 100. Geburtstag Julius August Kardinal Döpfner | 58                | 8. August             | 6.000.000 davon 54.500 auf ETB   | Iris Utikal und Michael Gais          | 3026             |
|              | Plusmarken-Serie: Tag der Briefmarke zur Unterstützung der Stiftung für Philatelie und Postgeschichte - 175 Jahre Dampflok Saxonia                 | 58+27             | 5. September          | 2.380.000 davon 54.500 auf ETB   | Harry Scheuner                        | 3027             |
|              | Serie: Deutschlands schönste Panoramen - Heidelberg Panorama Motiv 1                                                                               | 58                | 5. September          | 4.310.000 davon 54.500 auf ETB   | Stefan Klein und Olaf Neumann         | 3028             |
|              | - Heidelberg Panorama Motiv 2 | 58                | 5. September          | 4.310.000 davon 54.500 auf ETB   | Stefan Klein und Olaf Neumann         | 3029             |
|              | 200 Jahre Skat | 90                | 5. September          | 5.410.000 davon 54.500 auf ETB   | Christoph Niemann                     | 3030             |
|              | 200. Geburtstag Georg Büchner | 58                | 10. Oktober           | 5.190.000 davon 54.500 auf ETB   | Katrin Stangl                         | 3031             |
|              | 200. Geburtstag Ludwig Leichhardt Gemeinschaftsausgabe mit Australien                                                                              | 75                | 10. Oktober           | 4.860.000 davon 54.500 auf ETB   | Gary Domoney                          | 3032             |
|              | 100 Jahre Völkerschlachtdenkmal | 45                | 10. Oktober           | 4.730.000 davon 54.500 auf ETB   | Astrid Grahl und Lutz Menze           | 3033             |
|              | Plusmarken-Serie: Weihnachten - Stern von Bethlehem                                                                                                | 58+27             | 2. November           | 4.219.000 davon 54.500 auf ETB   | Kitty Kahane                          | 3035             |
|              | 125 Jahre Strahlen elektrischer Kraft – Heinrich Hertz                                                                                             | 58                | 2. November           | 4.820.000 davon 54.500 auf ETB   | Thomas Poschauko / Martin Poschauko   | 3036             |
|              | 100. Geburtstag Willy Brandt | 58                | 2. November           | 5.111.000 davon 54.500 auf ETB   | Ingo Wulff                            | 3037             |
|              | 100 Jahre Professur Rahel Hirsch | 145               | 2. November           | 4.570.000 davon 54.500 auf ETB   | Thomas Mayfried                       | 3038             |
|              | Winterstimmung | 58                | 2. November           | 6.620.000 davon 54.500 auf ETB   | Nicole Elsenbach und Frank Fienbork   | 3039             |
|              | Plusmarken-Serie: Weihnachten - Stern von Bethlehem selbstklebend aus Markenheftchen                                                               | 58+27             | 2. November           | 6.500.000 davon 54.500 auf ETB   | Kitty Kahane                          | 3040 MH 94       |
|              | Winterstimmung selbstklebend aus Markenheftchen | 58                | 2. November           | 79.070.000 davon 54.500 auf ETB  | Nicole Elsenbach und Frank Fienbork   | 3041 MH 95       |
|              | Trauermarke | 60                | 5. Dezember           | 5.210.000 davon 54.500 auf ETB   | Greta Gröttrup                        | 3044             |
| Dauermarken  | |                   |                       |                                  |                                       |                  |
| Bild         | Beschreibung | Werte in Eurocent | Ausgabe- datum (2013) | Auflage                          | Entwurf                               | Mi.-Nr.          |
|              | Ergänzungsmarke | 2                 | 5. Dezember           | 151.458.000 davon 54.500 auf ETB | Stefan Klein und Olaf Neumann         | 3042             |
|              | Ergänzungsmarke selbstklebend aus Folienblatt | 2                 | 5. Dezember           | 263.600.000 davon 54.500 auf ETB | Stefan Klein und Olaf Neumann         | 3045 FB 34       |
|              | Serie: Blumen - Tränendes Herz selbstklebend aus Folienblatt                                                                                       | 100               | 10. Oktober           | 243.920.000 davon 54.500 auf ETB | Stefan Klein und Olaf Neumann         | 3034 FB 33       |
|              | - Kaiserkrone | 60                | 5. Dezember           | 140.569.400 davon 54.500 auf ETB | Stefan Klein und Olaf Neumann         | 3043             |
|              | - Kaiserkrone selbstklebend aus Folienblatt und Rolle                                                                                              | 60                | 5. Dezember           | 414.780.000 davon 54.500 auf ETB | Stefan Klein und Olaf Neumann         | 3046 FB 35       |